# بيتر مويو
بيتر مويو (بالإنجليزية: Peter Moyo)‏ هو لاعب كرة قدم زيمبابوي في مركز الوسط، ولد في 8 مايو 1988 في بولاوايو في زيمبابوي. شارك مع منتخب زيمبابوي لكرة القدم. أما مع النوادي، فقد لعب مع نادي مبومالانجا بلاك أسأت.

## وصلات خارجية
- بيتر مويو على موقع قاعدة بيانات كرة القدم.إي يو (الإنجليزية)
- بيتر مويو على موقع ناشيونال فوتبول تيمز (الإنجليزية)
- بيتر مويو على موقع Soccerway.com (الإنجليزية)